# Domus de Maria
Domus de Maria (sardinski: Dòmus de Marìa) je grad i općina (comune) u pokrajini Južnoj Sardiniji u regiji Sardiniji, Italija. Nalazi se na nadmorskoj visini od 66 metara i ima populaciju od 1 656 stanovnika.
 Prostire se na teritoriju od 97,14 km². Gustoća naseljenosti je 17 st/km².
Susjedne općine su: Pula, Teulada i Santadi.